# Vélye
Vélye település Franciaországban, Marne megyében. Lakosainak száma 227 fő (2022. január 1.). Vélye Chaintrix-Bierges, Germinon, Pocancy, Thibie, Trécon és Vouzy községekkel határos.

## Népesség
A település népessége az elmúlt években az alábbi módon változott:
| Lakosok száma | 121  | 105  | 85   | 120  | 176  | 177  | 196  | 205  | 210  | 227  |
|               | 1968 | 1982 | 1990 | 2006 | 2013 | 2015 | 2017 | 2019 | 2020 | 2022 |